# راش دی. هولت
راش دی. هولت (به انگلیسی: Rush D. Holt) نمایندهٔ حوزه انتخابیه دوازدهم نیوجرسی از حزب دموکرات ایالات متحده آمریکا در مجلس نمایندگان ایالات متحده آمریکا است که برای نخستین‌بار در ۵ ژانویه ۱۹۹۹ میلادی به‌عضویت این مجلس درآمد.